# Animales acuáticos

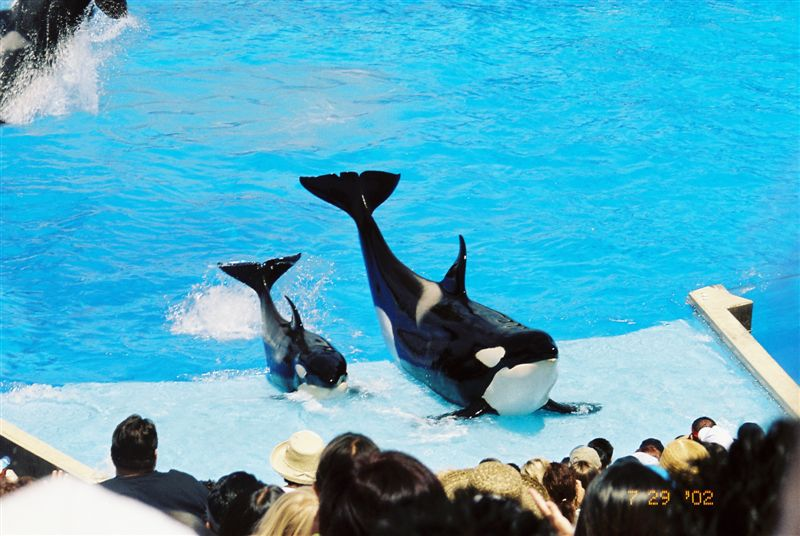
Dos Orcinus Orca en un parque acuático.

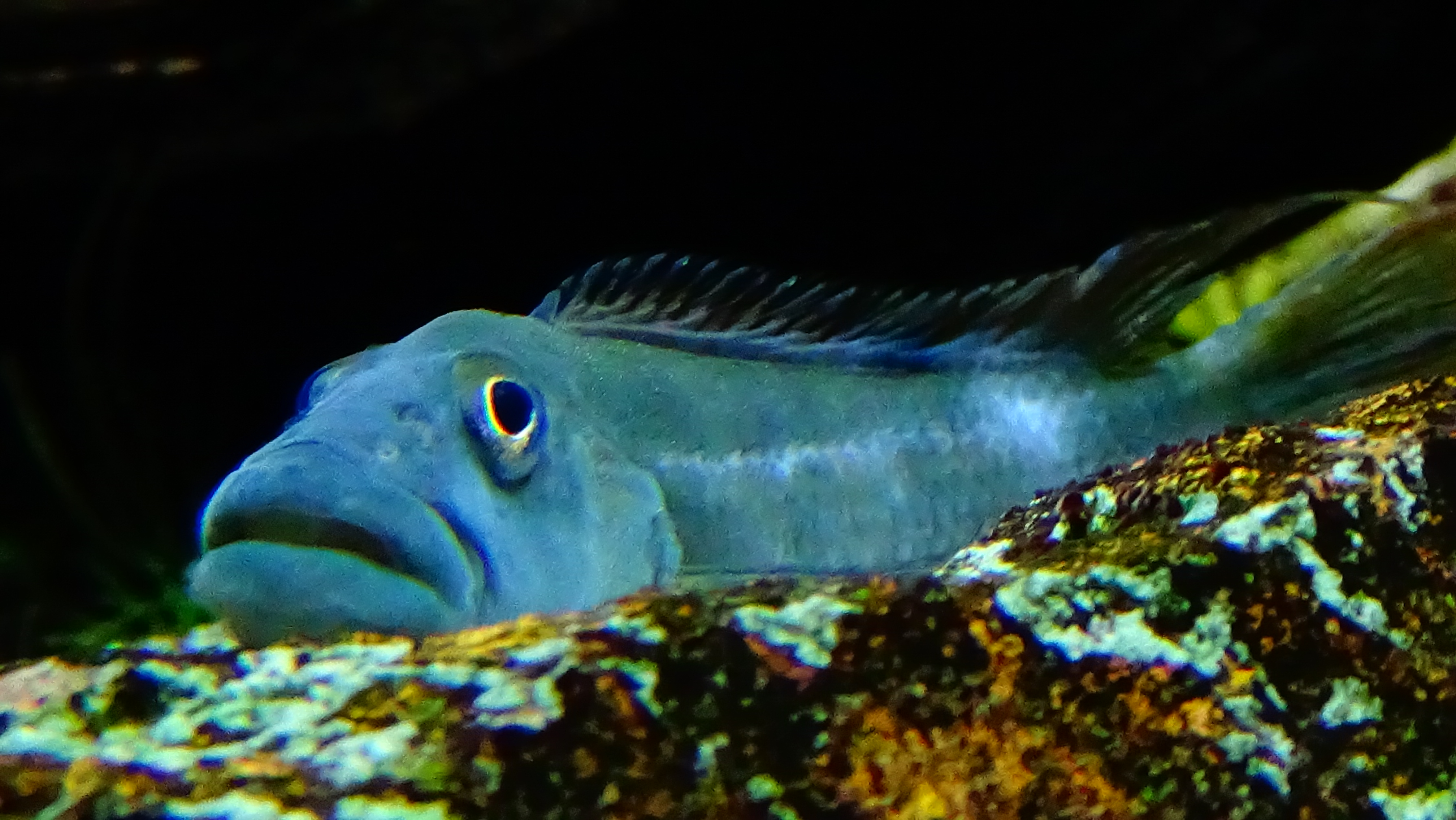
Steatocranus tinanti especie de agua dulce.

Se denominan animales acuáticos a los animales que viven en el agua durante toda o la mayor parte de su vida. El término se aplica tanto a los que viven en Aguas dulces como en agua salada. 

## Definición
Se refiere a un animal que puede desarrollarse bajo el agua, los mamíferos acuáticos son una de las especies más raras de los animales acuáticos. Hay tipos de animales terrestres y acuáticos, entre ellos pingüinos, unos de los más interesantes ya que son aves que no pueden volar por su cuerpo pesado y alas, las cuales son rígidas y no flexibles. Como los demás animales voladores, existen aves que igual están adaptadas a la vida del agua, una de esas aves es el pájaro bobo el cual encuentra su comida zambulléndose en el agua.
Se deben distinguir entre los animales que pueden aprovechar la respiración del oxígeno disuelto en el agua y los que necesitan respirar el oxígeno del aire. Los animales acuáticos están distribuidos por toda la escala zoológica siendo casi exclusivamente acuáticos, los de grupos inferiores  (Protozoos), así como los espongiarios, los pólipos y los equinodermos, gran número de gusanos, la mayor parte de los moluscos y todos los braquiados y tunicados. De los artrópodos que viven en el agua, se encuentran casi todos los crustáceos, raramente los arácnidos y los insectos acuáticos, los zancudos. 
Entre los vertebrados también abundan los animales acuáticos, distinguiéndose las especies que viven completamente en el agua respirando mediante branquias como los peces y todas las formas larvarias de los anfibios aunque estos últimos, en sus fases adultas (con respiración pulmonar) son unas veces acuáticos como la rana, la salamandra y otras, terrestres como el sapo. Los demás vertebrados respiran por medio de pulmones pero esto no es obstáculo a que haya entre ellos muchas especies acuáticas como: 
- Entre los reptiles: numerosas tortugas, algunas serpientes los cocodrilos y caimanes.
- Entre las aves: los patos y los pingüinos.
- Entre los mamíferos: se encuentran algunos artiodáctilos (como los cetáceos y hipopótamos), los sirenios, algunos roedores como el castor, ciertos carnívoros (orden Carnivora) como los pinnípedos (que incluye focas, morsas, lobos, leones y elefantes marinos) y también la nutria.

Los animales acuáticos que respiran a través de branquias hacen el intercambio de gases con el agua. La cantidad de oxígeno que contiene el agua es menor que la del aire, por lo que estos animales adaptados a estas condiciones necesitan sistemas muy eficaces capaces de extraer el oxígeno del agua, como bránqueas.
Su alimentación es bastante curiosa y extensa ya que una vez que son pequeñas y hasta llegar a la edad adulta se alimentan más que nada de insectos acuáticos, larvas de anfibios, gusanos, y lombrices, crustáceos y mariscos o de pequeños pescaditos vivos. Fase omnívora (carne, fruta y vegetales). Mientras las tortugas se van realizando más grandes su ingesta de alimentos además cambia.

## Importancia para los seres humanos

#### Usos alimentarios de los animales acuáticos
Los animales acuáticos son esenciales para los seres humanos como fuente de alimento (por ejemplo, pescados, moluscos y cefalópodos). La recolección de pescado, moluscos y cefalópodos dio empleo a 61,8 millones de personas a nivel mundial en 2022, y tanto la pesca como la acuicultura constituyen una parte importante del sector primario de la economía.
La Organización de las Naciones Unidas para la Alimentación y la Agricultura estima que el consumo mundial de animales acuáticos en 2022 fue de 185 millones de toneladas (peso vivo equivalente), lo que representa un aumento del 4 % respecto a 2020. El valor del comercio mundial en 2022 se estimó en 452 000 millones de dólares estadounidenses, de los cuales 157 000 millones correspondieron a la pesca extractiva y 296 000 millones a la acuicultura. De los 185 millones de toneladas de animales acuáticos procesados en 2022, unas 164,6 millones de toneladas (89 %) se destinaron al consumo humano, lo que equivale a unos 20,7 kg per cápita.
En el 2022, también participaron en el comercio internacional de productos acuáticos más de 230 países. El volumen de dicho comercio ascendió a un valor sin precedentes ese año, con 195 000 millones de dólares estadounidenses. Esto representa un incremento del 19 % con respecto a las cifras previas a la pandemia del coronavirus en el 2019.  
Se estima que la producción de animales acuáticos crecerá un 10 % hacia 2032. El Programa de Transformación Azul busca asegurar que ese crecimiento en la pesca y la acuicultura sea sostenible, al tiempo que promueve la equidad en los beneficios y la protección del entorno natural.

#### Usos no alimentarios de los animales acuáticos
Algunos animales acuáticos también sirven como fuente de materia prima, para elaborar algunos tipos de piensos (por ejemplo, la harina de pescado), productos farmacéuticos (como el aceite de pescado y el de kril, la citarabina y la briostatina) y diversos productos químicos industriales (como la quitina y los bioplásticos, y antes también el aceite de ballena). Del total de 185 millones de toneladas de animales acuáticos procesados en 2022, 20,8 millones de toneladas se destinaron a usos no alimentarios, principalmente para la elaboración de harina y aceite de pescado. En 2022, China siguió siendo el principal productor (36 % del total), seguida de India (8 %), Indonesia (7 %), Viet Nam (5 %) y Perú (3 %).